# Pentagenella
Pentagenella is een geslacht van schimmels behorend tot de familie Opegraphaceae.

## Soorten
Volgens Index Fungorum telt het geslacht zes soorten (peildatum maart 2022):
| Soortnaam               | Auteur(s)                                  | Publicatiejaar |
| ----------------------- | ------------------------------------------ | -------------- |
| Pentagenella akompsa    | (Tuck.) Perlmutter, LaGreca, Ertz & Tehler | 2020           |
| Pentagenella corallina  | (Follmann & Peine) Tehler                  | 2007           |
| Pentagenella fragillima | Darb.                                      | 1897           |
| Pentagenella gracillima | (Kremp.) Ertz & Tehler                     | 2011           |
| Pentagenella langei     | (Follmann) Ertz & Tehler                   | 2011           |
| Pentagenella ligulata   | (Peine & Follmann) Tehler                  | 2007           |